# Крекінг-установка у Рас-Лануфі
Крекінг-установка у Рас-Лануфі – складова нафтохімічного майданчика, розташованого на узбережжі Лівії в районі Рас-Лануфа.
З 1984-го в Рас-Лануфі почав діяльність нафтопереробний завод, котрий зокрема мав змогу випускати 1,2 млн тонн газового бензину на рік. Цей продукт призначався для запущеної в 1987-му установки парового крекінгу, здатної продукувати 330 тисяч тонн етилену, 170 тисяч тонн пропілену, 130 тисяч тонн фракції С4 та 335 тисяч тонн піролізного бензину. 
Частина етилену призначалась для  розташованих на тому ж майданчику ліній поліетилену високої щільності та лінійного поліетилену низької щільності (по 80 тисяч тонн на рік). Також етилен був потрібен для розташованого на північному заході Лівії комплексу з виробництва полівінілхлориду в Абу-Каммаші.
Ще одним споживачем етилену повинна була стати установка етиленгліколю потужністю 52 тисячі тонн. Окрім неї, до запроектованої другої черги відносились лінія поліпропілену (68 тисяч тонн), комплекс переробки фракції С4 з отриманням 59 тисяч тонн бутадієну, 48 тисяч тон MTBE (високооктанова присадка, котру отримують з ізобутилену та метанолу) і 18 тисяч тон 1-бутену, а також виробництво 88 тисяч тон бензену з використанням піролізного бензину як вихідної сировини. Втім, плани щодо другої черги не були реалізовані через запровадження у другій половині 1980-х санкцій проти Лівії.
В 2011 році після початку в Лівії громадянської війни виробництво олефінів зупинилось, а з 2013-го перестав працювати і завод поліетилену. Станом на весну 2019 року продовжувались спроби відновлення роботи комплексу.